# Monolith Productions
Monolith Productions, Inc. é uma desenvolvedora de jogos, localizada em Kirkland, Washington. Monolith também é conhecida pelo desenvolvimento de um motor gráfico, conhecido como LithTech, que foi usado na maioria de seus jogos. Entre os anos de 1997 e 1999, Monolith também foi publicadora de jogos, alguns desenvolvidos pelo estúdio, alguns desenvolvidos por empresas terceirizadas.
A tecnologia interna de desenvolvimento da Monolith está atualmente ligada apenas ao licenciamento de empresas terceirizadas, pela companhia Touchdown Entertainment. Em 2004, a Monolith Productions foi adquirida pela Time Warner, pela sua divisão de jogos, chamada Warner Bros. Interactive Entertainment.

## Jogos

### Desenvolvidos
- Middle-earth: Shadow of Mordor (2014) (Windows, Xbox 360, Xbox One, PlayStation 3, PlayStation 4)
- Guardians of Middle-earth (2012) (Windows, Xbox 360, PlayStation 3)
- Gotham City Impostors (2012) (Windows, Xbox 360, PlayStation 3)
- F.E.A.R. 2: Project Origin (2009) (Windows, Xbox 360, PlayStation 3)
- Condemned 2: Bloodshot (2008) (Xbox 360, PlayStation 3)
- Condemned: Criminal Origins (2005) (Windows, Xbox 360)
- F.E.A.R. (2005) (Windows, Xbox 360, PlayStation 3)
- The Matrix Online (2005) (Windows)
- Contract J.A.C.K. (2003) (Windows)
- Tron 2.0 (2003) (Windows)
  - Tron 2.0: Killer App (2004) (Xbox) - Co-desenvolvedora
- No One Lives Forever 2: A Spy in H.A.R.M.'s Way (2002) (Windows, Mac OS X)
- Aliens versus Predator 2 (2001) (Windows)
- Tex Atomic's Big Bot Battles (2001) (Windows)
- No One Lives Forever (2000) (Windows, PlayStation 2, Mac OS X)
  - No One Lives Forever - Edição Jogo do Ano (2001) (Windows)
- Sanity: Aiken's Artifact (2000) (Windows)
- Gruntz (1999) (Windows)
- Blood II: The Chosen (1998) (Windows)
  - Blood II: The Chosen - The Nightmare Levels (1999) (Windows - expansão)
- Shogo: Mobile Armor Division (1998) (Windows)/(2001) (GNU/Linux, Mac OS X, AmigaOS)
- Get Medieval (1998) (Windows)
- Claw (1997) (Windows)
- Blood (1997) (DOS)
  - Blood - Plasma Pak (1997) (DOS - expansão)

### Publicados
- Septerra Core: Legacy of the Creator (1999) (Windows)
- Gorky 17 (Odium na América do Norte) (1999) (Windows)
- Gruntz (1999) (Windows)
- Rage of Mages II: Necromancer (1999) (Windows)
- Rage of Mages (1998) (Windows)
- Shogo: Mobile Armor Division (1998) (Windows)
- Get Medieval (1998) (Windows)
- Claw (1997) (Windows)

### Expansões externas
- F.E.A.R. Perseus Mandate (2007, Windows)
- F.E.A.R. Extraction Point (2006, Windows)
- Aliens versus Predator 2: Primal Hunt
- Shugotenshi (expansão falha para Shogo: Mobile Armor Division)
- Legacy of the Fallen (expansão falha para Shogo: Mobile Armor Division)
- Cryptic Passage (1997, MS DOS)